# Локомотив (мини-футбольный клуб, Харьков)
МФК «Локомотив» — украинский мини-футбольный клуб из Харькова, представляющий Южную железную дорогу. Трёхкратный чемпион Украины.

## История

### Создание команды
Мини-футбольная команда «Локомотив» была создана на основе футбольной школы Харькова, где ранее обучались игроки профессионального футбольного клуба «Локомотив» из Харькова.
Появилась она официально в сентябре 1991 года с момента возобновления работы отделения футбола ДФСК «Локомотив» ЮЖД. Главной задачей этого отделения была популяризация футбола среди детей железнодорожников и жителей Ленинского района города Харькова. В качестве эксперимента были созданы две группы юношей 1981—1982 и 1987—1988 годов рождения. Результаты оказались удачными, и официально была учреждена мини-футбольная команда.
С 2005 года команда была заявлена в Первую лигу Украины и заняла там четвёртое место в зоне «Восток». В 2006 году несколько игроков были делегированы в юношескую сборную Украины для турнира в Санкт-Петербурге.
В сезоне 2006—2007 годов команда стала победителем первенства Украины в Первой лиге и в финальном турнире получила малые бронзовые награды первенства, а также путевку в высшую лигу Чемпионата Украины.

### Дебют в высшей лиге
Первый сезон в высшей лиге 2007—2008 «Локомотив» завершил на седьмом месте.
В следующем сезоне 2008—2009 «Локомотив» останавливается в шаге от медалей чемпионата Украины, заняв четвёртое место. Кроме того, железнодорожники выходят в финал Кубка Украины и побеждают донецкий «Шахтёр» благодаря голам своих воспитанников Дмитрия Федорченко и Дмитрия Клочко. Обладателями кубка в составе «Локомотива» стали вратарь Дмитрий Литвиненко, Дмитрий Сорокин, Александр Сорокин, Виталий Одегов, Сергей Зинченко, Александр Минаев, Виталий Колесник, Максим Хрипунов, Евгений Клочко, Максим Берлизев, Юрий Дегтяренко, Эдиньо. В матче за суперкубок «Локомотив» уступает львовскому «Тайму» со счётом 0:4.
Сезон 2009—2010 «Локомотив» завершает на пятом месте. Следующий сезон приносит харьковской команде первые в истории бронзовые медали чемпионата Украины, а ещё через год «Локомотив» становится серебряным призёром чемпионата.

### Чемпионство и доминация на внутренней арене
Сезон 2012—2013 приносит «Локомотиву» первое чемпионство. В финальной серии до трёх побед была одержана победа над «Ураганом».

## Достижения
- Победитель Кубка Украины по мини-футболу (2009, 2016, 2017).
- Чемпион Украины по мини-футболу (2013, 2014, 2015),
серебряный призёр (2012, 2016, 2017),
бронзовый призёр (2011).
- Обладатель Суперкубка Украины по мини-футболу (2013, 2014, 2015, 2016).